# ملكة جمال الولايات المتحدة الأمريكية 1970
ملكة جمال الولايات المتحدة الأمريكية 1970 (بالإنجليزية: Miss USA 1970)‏ هي النسخة التاسعة عشرة من مسابقة ملكة جمال الولايات المتحدة الأمريكية منذ انطلاقتها عام 1952، عقدت المسابقة في 16 مايو 1970 على الهواء مباشرة بواسطة شبكة سي بي إس من ميامي بيتش ، فلوريدا ، وفازت بالمسابقة ديبورا شيلتون من فرجينيا، التي توجت من قبل ملكة جمال الولايات المتحدة الأمريكية المنتهية ولايتها ويندي داسكومب من ولاية فرجينيا، تغتبر هذه المرة الأولى في تاريخ ملكة جمال الولايات المتحدة الأمريكية التي تفوز فيها ولاية بألقاب متتالية، واصلت شيلتون المركز الثاني في مسابقة ملكة جمال الكون 1970. وأصبحت فيما بعد ممثلة ظهرت في فيلم Body Double وفي عدد من المسلسلات التلفزيونية، بما في ذلك دالاس.

## النتائج

### المراكز النهائية
| النتائج النهائية                          | المتنافسة |
| ----------------------------------------- | --- |
| ملكة جمال الولايات المتحدة الأمريكية 1970 | - فرجينيا - ديبورا شيلتون |
| الوصيفة الأولى                            | - كارولاينا الجنوبية - فيكي تشيسر |
| الوصيفة الثانية                           | - نيفادا - شيري شروهل |
| الوصيفة الثالثة                           | - تينيسي - دونا فورد |
| الوصيفة الرابعة                           | - جورجيا - شيري ستيفنز |
| أفضل 15                                   | - أركنساس - ماري جين ديال - كاليفورنيا - ليندا هول - مقاطعة كولومبيا - نيكي فيليبس - فلوريدا - شيريل جونسون - مين - مارجريت ماكلير - نيويورك - كريستينا تيفت - أوهايو - جين هاريسون - أوريغون - لورا سميث - تكساس - ديان سويندمان - واشنطن - سوزان هايد |

## المتسابقات
قائمة الولايات والمندوبات المشاركات في مسابقة ملكة جمال الولايات المتحدة الأمريكية 1970:
| - ألاباما - كاثي براينت - ألاسكا - تيريز برس - أريزونا - أليسيا لين - أركنساس - ماري جين ديال - كاليفورنيا - ليندا لي هول - كولورادو - ليندا هيكلين - كونيتيكت - باتريشيا آن ماثيوز - ديلاوير - مارلين أونيل - مقاطعة كولومبيا - نيكي فيليبس - فلوريدا - شيريل جونسون - جورجيا - شيري ستيفنز - هاواي - دونا هارتلي - أيداهو - كاثي كرافينز - إلينوي - كارول بيبون - إنديانا - ماري ماكبرايد - آيوا - جاكلين يوشيمس - كانساس - نورما ديكر - كنتاكي - جوانا سميث - لويزيانا - نادين روبرتسون - مين - مارغريت ماكلير - ماريلند - بيكي برايس - ماساتشوستس - شيريل ستانكوفيتش - ميشيغان - داون بيرغن - مينيسوتا - سالي ستريكلاند - مسيسيبي - سوزان لادنر - ميزوري - سوزيت غرينهام | - مونتانا - مورين ميرفي - نبراسكا - بوني ماكلفين - نيفادا - شيري شروهل - نيوهامبشير - جيل إريكسون - نيوجيرسي - إلين كريم - نيومكسيكو - تيريزا فيليبس - نيويورك - كريستينا تيفت - كارولاينا الشمالية - سوزان بودسفورد - داكوتا الشمالية - نانسي جان بيري - أوهايو - جين هاريسون - أوكلاهوما - إيفلين ووك - أوريغون - لورا سميث - بنسيلفانيا - كارول سيرولي - رود آيلاند - ريبيكا جاليشو - كارولاينا الجنوبية - فيكي تشيسر - داكوتا الجنوبية - سينثيا فينلي - تينيسي - دونا ماري فورد - تكساس - ديان سويندمان - يوتا - تامينا رورك - فيرمونت - سيندي جوريويتس - فيرجينيا - ديبورا شيلتون - واشنطن - سوزان هايد - فيرجينيا الغربية - شارون البرتي - ويسكونسن - جوان سولير - وايومنغ - آن سوارثوت |

## روابط خارجية
- موقع ملكة جمال الولايات المتحدة الأمريكية الرسمي